# Kanton Varennes-sur-Amance
Der Kanton Varennes-sur-Amance war bis 2015 ein französischer Wahlkreis im Arrondissement Langres, im Département Haute-Marne und in der Region Champagne-Ardenne; sein Hauptort war Varennes-sur-Amance.
Der 13 Gemeinden umfassende Kanton Terre-Natale war 171,81 km² groß und hatte 2479 Einwohner (Stand: 2012). Die Gemeinde Chézeaux war vom 1. Januar 1972 bis zum 31. Dezember 2011 Teil der Gemeinde Terre-Natale, deren Rechtsnachfolgerin ist die Gemeinde Varennes-sur-Armance.

## Gemeinden
| Gemeinde                | Einwohner Jahr | Fläche km² | Bevölkerungsdichte | Code INSEE | Postleitzahl |
| ----------------------- | -------------- | ---------- | ------------------ | ---------- | ------------ |
| Arbigny-sous-Varennes   | 93 (2013)      | 9,84       | 9 Einw./km²        | 52015      | 52500        |
| Celles-en-Bassigny      | 79 (2013)      | 8,92       | 9 Einw./km²        | 52089      | 52360        |
| Champigny-sous-Varennes | 134 (2013)     | 5,84       | 23 Einw./km²       | 52103      | 52400        |
| Chézeaux                | 72 (2013)      | 10,75      | 7 Einw./km²        | 52124      | 52400        |
| Coiffy-le-Bas           | 99 (2013)      | 11,35      | 9 Einw./km²        | 52135      | 52400        |
| Haute-Amance            | 950 (2013)     | 46,33      | 21 Einw./km²       | 52242      | 52600        |
| Laneuvelle              | 70 (2013)      | 11,03      | 6 Einw./km²        | 52264      | 52400        |
| Lavernoy                | 90 (2013)      | 4,50       | 20 Einw./km²       | 52275      | 52140        |
| Marcilly-en-Bassigny    | 215 (2013)     | 19,56      | 11 Einw./km²       | 52311      | 52360        |
| Plesnoy                 | 107 (2013)     | 9,03       | 12 Einw./km²       | 52392      | 52360        |
| Rançonnières            | 112 (2013)     | 8,35       | 13 Einw./km²       | 52415      | 52140        |
| Varennes-sur-Amance     | 283 (2013)     | 12,74      | 22 Einw./km²       | 52504      | 52400        |
| Vicq                    | 161 (2013)     | 13,72      | 12 Einw./km²       | 52520      | 52400        |